# Halictus cephalicus
Halictus cephalicus är en biart som beskrevs av Morawitz 1873. Halictus cephalicus ingår i släktet bandbin, och familjen vägbin. Inga underarter finns listade i Catalogue of Life.